# Евксинсько-Колхідські широколистяні ліси
Евксинсько-Колхідські широколистяні ліси (ідентифікатор WWF: PA0422) — палеарктичний екорегіон помірних широколистяних та мішаних лісів, розташований на південному узбережжі Чорного моря.

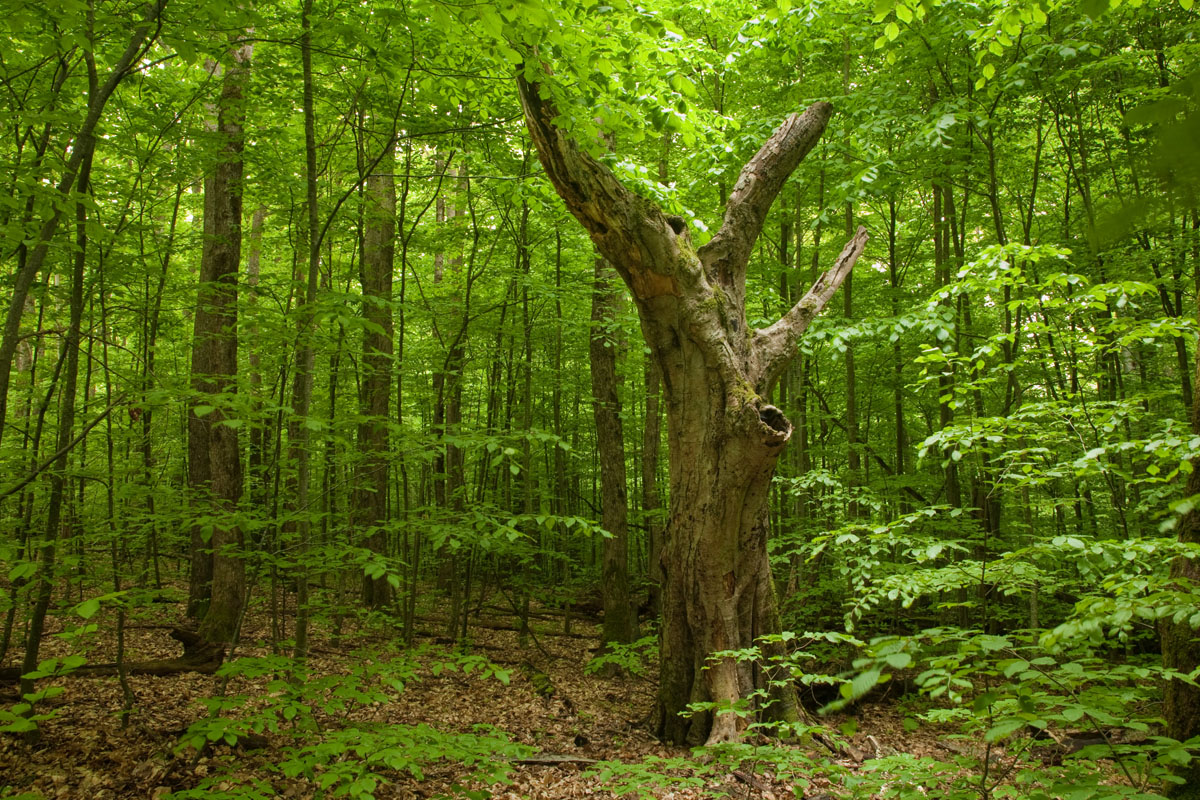
Ліс в біосферному заповіднику Узунбоджак (Болгарія)

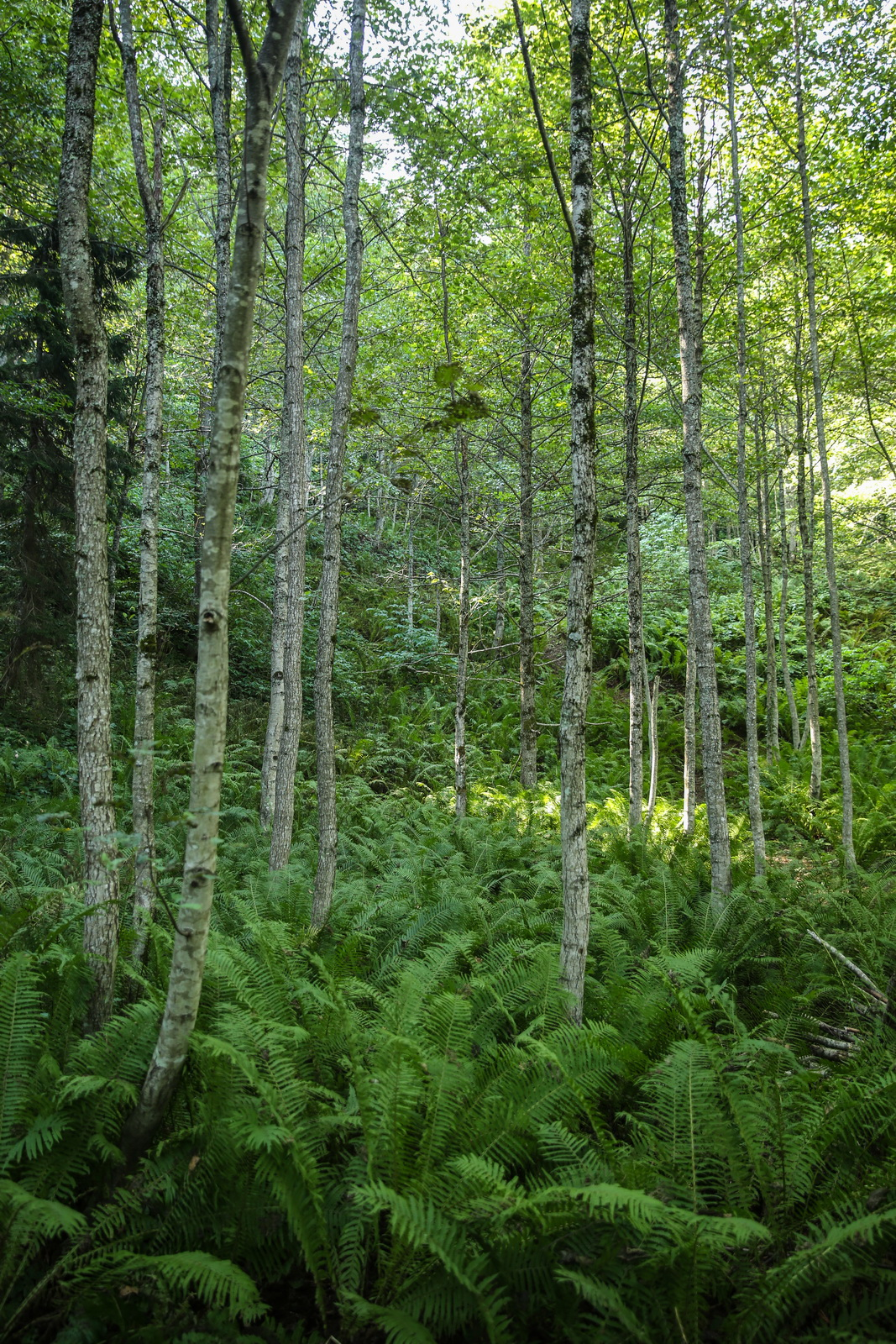
Національний парк Мачахела (Грузія)

## Географія
Екорегіон евксинсько-колхідських широколистяних лісів простягається вздовж південного та південно-східного узбережжя Чорного моря, відомого серед давніх греків як Понт Евксинський, від гір Странджа у Фракії, на кордоні Болгарії і Туреччини, на схід до Абхазії на північному заході Грузії, відомої серед давніх греків під назвою Колхіда.
Екорегіон ділиться на два субрегіона, які відрізняються за кількістю опадів. Східний або Колхідський субрегіон вирізняється дуже високою вологістю, середньорічна кількість опадів в його межах коливається від 1500 до 2500 мм, а максимальна кількість опадів може перевищувати 4000 мм. Західний або Евксинський субрегіон є менш вологим, середньорічна кількість опадів в його межах коливається від 1000 до 1500 мм. Фітогеографи визначають річку Мелет-Чайи, яка впадає в Чорне море поблизу міста Орду, як кордон між Колхійським та Евксинським субрегіонами. В цій місцевості високі Східно-Понтійські гори переходять у більш низькі Західно-Понтійські гори. Високі Понтійські та Кавказькі гори, розташовані на південь і схід від Колхідського субрегіону, формують дощову тінь, ще більше підвищуючи його вологість.
З геоморфологічної точки зору екорегіон представлений акумулюючою площиною з густою гідрографічною сіткою. Великі річки, що перетинають його, живляться підземними, дощовими, талими сніговими і льодовиковими водами, а малі річки живляться водами боліт. В регіоні є кілька озер, найбільш значним з яких є озеро Палеостомі, яке має площу 1820 гектарів і глибину 3,2 метри. Озера переважно розташовані в прибережних районах, більшість з них мають лагунне походження. Основними річками екорегіону є Сакар'я, Кизилирмак, Ешілирмак, Фиртина, Чорох та Ріоні (з заходу на схід). Усі ці річки несуть алювіальні відклади з гір до узбережжя, де ростуть евксинсько-колхідські широколистяні ліси.

## Флора
На південно-західному і південному узбережжі Чорного моря, в регіонах Фракія, Віфінія, Пафлагонія та Західний Понт поширені евксинські або понтійські широколистяні ліси, в яких переважають сірі суничники (Arbutus unedo), звичайні держидерева (Paliurus spina-christi), деревоподібні еріки (Erica arborea), широколисті черемшинники (Phillyrea latifolia), різні види чисту (Cistus spp.) та звичайний мирт (Myrtus communis). Завезені сюди греками європейські маслини (Olea europaea) також широко пошені в цьому регіоні, у найсхіднішій частині їх природного ареалу.
Колхідські ліси, поширені на південно-західному узбережжі Чорного моря, в східній частині Понту та на території Колхідської низовини, в плейстоцені були важливим рефугіумом для помірної флори Східної Європи. Вологий субтропічний клімат, що домінує в цьому регіоні, призвів до формування дощових лісів помірної зони. Основу цих лісів складають їстівні каштани (Castanea sativa) та східні буки (Fagus orientalis). Також в цих лісах ростуть скельні дуби (Quercus petraea), каппадокійські клени (Acer cappadocicum), граболисті дзелькви (Zelkova carpinifolia), кавказькі лапини (Pterocarya fraxinifolia), чорні вільхи (Alnus glutinosa), звичайні граби (Carpinus betulus), східні граби (Carpinus orientalis) та різні види липи (Tilia spp.).
Для обох субрегіонів характерний підлісок із вічнозелених мезоморфних широколистяних чагарників. Найбільш характерними для цього підліску є різноманітні рододендрони (Rhododendron spp.), зокрема понтійські рододендрони (Rhododendron ponticum), рододендрони Унгерна, рододендрони Смірнова та кавказькі рододендрони. Крім них, в підліску також ростуть колхідські падуби (Ilex colchica), лавровишні (Laurocerasus officinalis), колхідські самшити (Buxus colchica), вічнозелені самшити (Buxus sempervirens), кавказькі чорниці (Vaccinium arctostaphylos) та звичайний плющ (Hedera helix). З європейської точки зору більшість із них вважаються реліктами третинного періоду.

## Фауна
Незаймані ліси екорегіону вирізняються своїм високим біорізноманіттям. Вони є важливим середовищем існування для деяких великих ссавців, у тому числі для однієї з найбільших в Європі популяцій бурих ведмедів (Ursus arctos). Іншими видами ссавців, що зустрічаються в цих лісах, є звичайні шакали (Canis aureus), євразійські рисі (Lynx lynx), каспійські благородні олені або марали (Cervus elaphus maral) та європейські сарни (Capreolus capreolus).
В регіоні гніздиться, зимує або мігрує через нього велика кількість птахів. Серед них слід згадати кучерявого пелікана (Pelecanus crispus), рожевого пелікана (Pelecanus onocrotalus), малого баклана (Microcarbo pygmaeus), білоголову савку (Oxyura leucocephala), білооку чернь (Aythya nyroca), червонодзьобу чернь (Netta rufina), білого лелеку (Ciconia ciconia), степового журавля (Grus virgo), рожевокрилого фламінго (Phoenicopterus roseus) та малого лебедя (Cygnus bewickii).
Східна частина екорегіону є важливою транзитною територією та місцем пошуку їжі для великої кількості мігруючих видів водоплавних, співочих і хижих птахів. Через неї проходить міграційний шлях, відомий як Східночорноморський міграційний коридор. Він переважно використовується птахами, що гніздяться у Фенноскандії та Росії. Серед рідкісних видів птахів, що пролітають цим коридором під час міграції, слід згадати східного могильника (Aquila heliaca), чорного лелеку (Ciconia nigra) та сірого журавля (Grus grus).
В колхідських лісах мешкає чимало реліктових видів плазунів, які знайшли в них прихисток під час четвертинних зледенінь. Серед них слід згадати такі ендемічні види, як кавказьку саламандру (Mertensiella caucasica) та кілька видів скельних ящірок з роду Darevskia. Серед інших ендемічних видів амфібій і плазунів екорегіону слід згадати анатолійського тритона (Triturus anatolicus), тритона Коссвіга та гадюку Vipera barani

## Збереження
Оцінка 2017 року показала, що 784 км², або 1 % екорегіону, є заповідними територіями. Природоохоронні території включають: Природний парк Странджа в Болгарії, а також Національний парк Мачахела, Національний парк Мтірала, Національний парк Колхеті та Національний парк Кінтріші в Грузії. У 2021 році колхідські дощові ліси і водно-болотні угіддя в Грузії були визнані Світовою спадщиною ЮНЕСКО через їх самобутність та високе біорізноманіття.